# كين أندرسون (لاعب كرة قدم أمريكية)
كين أندرسون (بالإنجليزية: Ken Anderson)‏ هو لاعب كرة قدم أمريكية أمريكي، ولد في 4 أكتوبر 1975 في شريفبورت في الولايات المتحدة، وتوفي في 3 أبريل 2009 في فايتفيل في الولايات المتحدة بسبب نوبة قلبية.

## وصلات خارجية
- كين أندرسون على موقع مرجع كرة القدم المحترفة.كوم (الإنجليزية)
- كين أندرسون على موقع JustSportsStats.com (الإنجليزية)
- كين أندرسون على موقع الموسوعة البريطانية (الإنجليزية)